# فلويد ألبورن فايرستون
فلويد ألبورن فايرستون (1898-1986) فيزيائي وأستاذ في جامعة ميشيغان، في عام 1940 اخترع أول طريقة وجهاز للاختبار بالموجات فوق الصوتية، وقامت شركة سبيري بإنتاج الجهاز، والذي عُرِفَ بـ فايرستون-سبيري ريفليكتوسكوب (بالإنجليزية: Firestone-Sperry Reflectoscope)‏. استُخدم الجهاز في العديد من التطبيقات مثل تقنية المعادن، والتشخيص الطبي، وفي مجال تخطيط صدى القلب وفي مجالات التصوير بالموجات فوق الصوتية عمومًا.
وفي عام 1933 ابتكر فايرستون تمثيلًا ميكانيكيًا كهربائيًا بديلًا لتمثيل جيمس كلارك ماكسويل بتمثيل القوة الميكانيكية بفرق الجهد الكهربي (تمثيل المعاوقة)، حيث مثّل فايرستون القوة بالتيار الكهربي، وهو ما يُعرف الآن بتمثيل القبولية.